# 올버니 세너터스
올버니 세너터스(Albany Senators)는 미국 뉴욕주 올버니를 연고지로 했던 1885년부터 1959년 사이의 복수의 마이너 리그 베이스볼 팀을 총칭한다. 20세기 중반에 호킨스 스타디움을 홈구장으로 사용했다.
올버니 세너터스라는 팀명을 사용한 서로 다른 여러 개의 팀이 존재하지만, 주로 뉴욕 스테이트 리그, 1916년부터 1932년까지 운영된 이스턴 리그, 인터내셔널 리그, 뉴욕 펜실베이니아 리그, 1938년부터 운영된 이스턴 리그와 같은 상위 레벨의 리그에 참가했다. 초기의 세네터스는 19세기에 허드슨 리버 리그와 같은 이른바 '비공인 리그'에도 참가했었다.
세너터스는 1940년대 피츠버그 파이리츠의 클래스 A 팜팀이었을 당시 리그 최강의 팀으로 군림했다. 1942년부터 1948년 사이에 연승 기록을 세웠고, 이스턴 리그 플레이오프에 6번 진출했으며, 관중 동원에서 5번 선두를 차지했고, 1945년 이스턴 리그 우승을 차지했다. 피츠버그의 유망주 중에 후일 명예의 전당에 헌액되는 랠프 카이너가 1941년과 1942년에 이 팀에서 뛰었다.
이후 뉴욕 양키스, 신시내티 레즈, 보스턴 레드삭스, 캔자스시티 애슬레틱스와 같은 메이저 리그 팀과 제휴했다. 1959년 올버니 세너터스는 이스턴 리그 최하위에 머물렀고, 시즌 총 관중 수는 4만 5천여 명에 불과했다. 다음해 이스턴 리그가 참가하는 팀의 숫자를 8팀에서 6팀으로 줄이면서 세너터스는 리그에서 제외되었다. 1983년이 되어서야 웨스트헤이븐 에이스가 올버니콜로니 에이스(현재의 리치먼드 플라잉스퀴럴스)로 연고지를 옮기면서 이스턴 리그는 뉴욕주의 주도인 올버니에 복귀하게 되었다. 현재 올버니 지역을 연고로 하고 있는 팀은 프런티어 리그의 트라이시티 밸리캣츠이다.
인터내셔널 리그에 참가했던 올버니 세너터스는 1937년에 저지시티 자이언츠가 되었다.

## 역대 주요 선수
- 거스 벨
- 알 벤턴
- 알 지온프리도
- 펌시 그린
- 스탠 핵
- 랠프 카이너
- 조지 맥퀸
- 빌 몬보퀫
- 조니 머피
- 보보 뉴섬
- 앨비 피어슨
- 앨라배마 피츠
- 제이크 파월
- 레드 롤프
- 로이드 러셀
- 알 실베라
- 모세 솔로몬
- 프랭크 설리번
- 빌리 웨버
- 얼 윌슨
- 태프트 라이트
- 존 와이엇